# 张氏后棱蛇
张氏后棱蛇（学名：Opisthotropis hungtai），一种分布于中国广东西部和广西东南部等地区的爬行动物，隶属于水游蛇科后棱蛇属。模式产地为广东省肇庆市封开县黑石顶自然保护区。本种最初被记录为黄斑后棱蛇（O. maculosa），2020年研究人员结合形态学和分子生物学研究结果，认定为新种。种加词源自著名植物学家张宏达教授的名字。上世纪80年代，张宏达于广东黑石顶建立热带与亚热带森林生态系统实验中心，为华南地区生态学和生物多样性研究做出极大的贡献。

## 鉴别特征
张氏后棱蛇成年雄性全长（TL）464.3－501.2毫米，成年雌性全长393.2－511毫米；尾中等长，雄性尾长与全长之比为0.20－0.26，雌性为0.19－0.22；鼻间鳞不接颊鳞，前额鳞不接眶上鳞，额鳞接眶前鳞；眶前鳞1枚，眶后鳞1或2枚；颞鳞1+1；上唇鳞7枚，第4和第5枚入眶；上颌齿16-18枚；前对颔片比后对长度长或相等；雄性腹鳞170－189枚（+2肛前鳞），雌性腹鳞168－175枚（+2肛前鳞）；雄性尾下鳞76－98，雌性69－84；鼻鳞裂缝指向第二枚上唇鳞；背鳞通体15行；体鳞光滑，尾鳞光滑或轻微起棱；颔片黄色具有棕黑色斑点；身体和尾部背面深色，每枚鳞片上均具有一个亮点。

## 保护
本种于2023年被收录入《有重要生态、科学、社会价值的陆生野生动物名录》。